# Roggwil (Turgovia)
Roggwil es una comuna suiza del cantón de Turgovia, situada en el distrito de Arbon. Limita al norte con la comuna de Egnach, al este con Arbon y Berg (SG), al sur con Wittenbach (SG), y al oeste con Häggenschwil (SG).

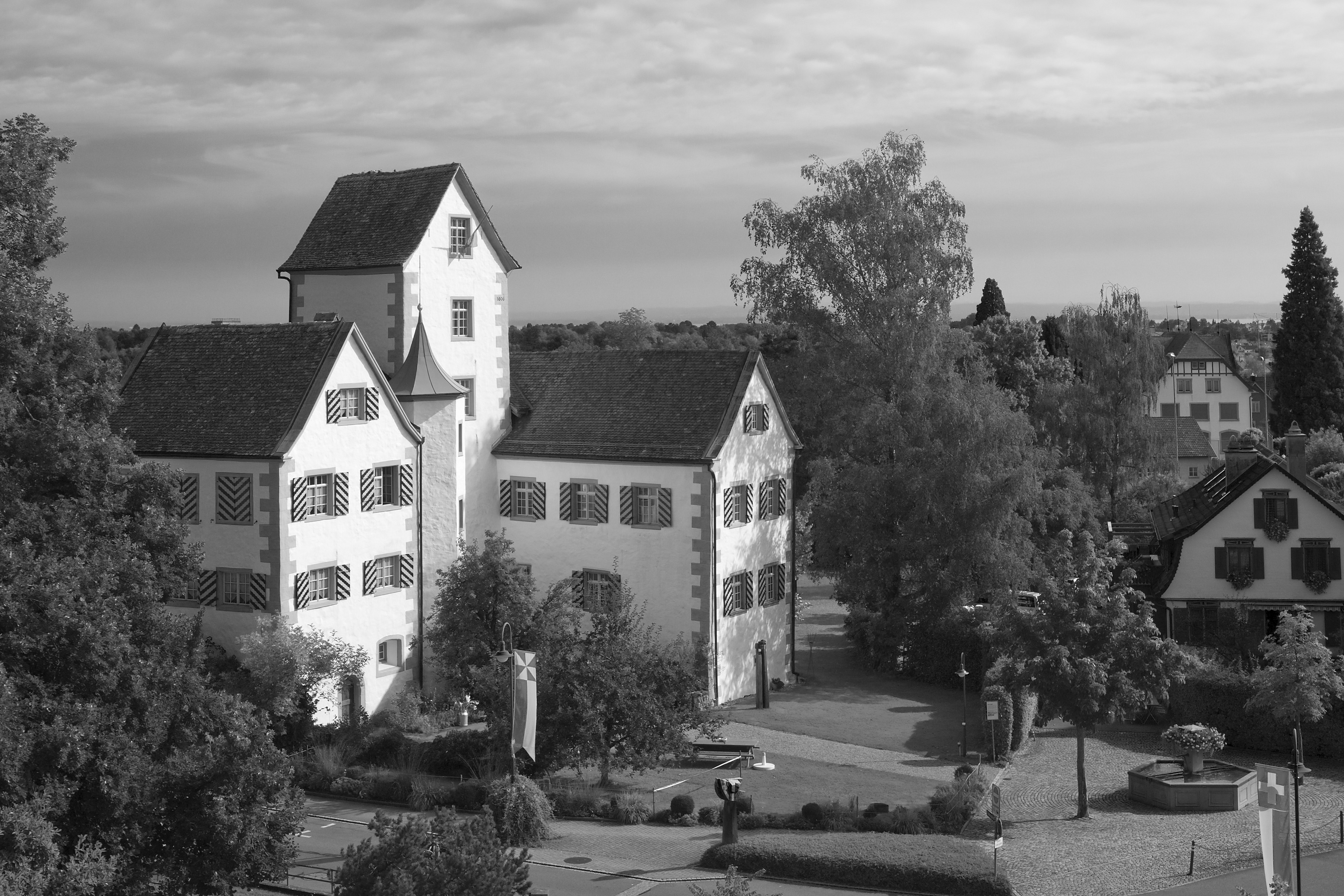
Castillo de Roggwil.